# Bobina electromagnètica
Una bobina electromagnètica electromagnètica és un conductor elèctric com un filferro en forma de bobina, espiral o hèlix. Les bobines electromagnètiques s'utilitzen en enginyeria elèctrica, en aplicacions on els corrents elèctrics interactuen amb camps magnètics, en dispositius com motors elèctrics, generadors, inductors, electroimants, transformadors i bobines de sensors. O un corrent elèctric es passa pel filferro de la bobina per generar un camp magnètic, o bé, inversament, un camp magnètic que varia de temps a través de l'interior de la bobina genera un EMF (voltatge) en el conductor. Col·loquialment es refereix a un nucli sòlid sobre el qual es pot enrotllar material filiforme o similar, com les fibres tèxtils, pel·lícules, conductors elèctrics o altres.

## Descripció
En física i enginyeria elèctrica en general, la bobina és un conjunt d'espires, el nombre de les quals pot variar des d'una fracció d'una espira fins a molts milers, fabricada amb material conductor. Els camps d'aplicació són molt variats, des de l'electrònica i l'electrotècnica fins a la mecànica, i també en medicina (ressonància magnètica). El seu principal paràmetre elèctric s'anomena inductància.
Una bobina tradicional té una freqüència de ressonància definida per la seva geometria i característiques elèctriques, i una impedància diferent de zero, de manera que, si la travessa un corrent elèctric, la bobina genera calor.

## Ús
- En electrònica per exemple, es pot utilitzar per transformar un corrent altern en ones de ràdio.
- En electrotècnica pren el nom d'inductor, enrrotllant un fil de coure al voltant d'un nucli de ferros s'obté un electroimant o, en variar el nombre i la secció de les voltes (o bobinat), s'obté un transformador, un dispositiu capaç de transformar els valors de tensió/corrent que se l'hi apliquen.
- En lamecànica de l'automòbil apareix com bobina d'encesa, en el sistema elèctric de qualsevol motor d'encesa d'espurna, la bobina s'utilitza per elevar el valor de tensió. utilitzat per la part del sistema anterior (depenent del sistema de 6V o 12V), transformant-lo en el valor adequat per fer saltar la guspira entre els elèctrodes de les bugies (de l'ordre de 20.000 volts), ja que el valor de la intensitat és baix, qualsevol descàrrega entre els dits d'una persona és inofensiva.